# Бошнагян, Перч Сергеевич
Перч Сергее́вич Бошнагя́н (арм. Պերճ Սերգեյի Բոշնաղյան, 1 сентября 1920, село Нор-Баязет — 5 января 2004, Ереван) — армянский советский учёный и политический деятель. Депутат парламента Армении (1999—2003).

## Биография
- Участник Великой Отечественной войны.[1]
- 1948 — окончил Ереванский государственный университет. Инженер-геолог, кандидат геолого-минералогических наук, профессор.
- 1948—1999 — Ереванский государственный университет; преподаватель, проректор, декан географического факультета, а позже заведующий кафедрой.
- 30 мая 1999 — избран депутатом парламента. Член постоянной комиссии по социальным вопросам, здравоохранению и экологии. Член КПА.
- В 1999—2004 — председатель союза ветеранов Армении.

## Награды
- Орден Красного Знамени (21.02.1945).
- Три ордена Отечественной войны 1 степени (5.06.1944, 19.05.1945, 1985).
- Орден Трудового Красного Знамени.
- Два ордена Красной Звезды (15.02.1944, 19.05.1944).
- Медаль «За оборону Кавказа» (13.10.1944).
- Медаль «За взятие Берлина».
- Заслуженный геолог Армянской ССР (1970).